# NB-6 Napredak
NB-6 Napredak (Naoružani brod-6 — Вооружённый корабль-6 «Напредак») — патрульный корабль партизанских военно-морских сил Югославии.
В ночь с 9 на 10 октября 1943 участвовал в захвате рыболовецкого судна «Свети Никола» (сербохорв. Sveti Nikola), которое состояло в хорватском флоте. В ходе захвата было уничтожено 30 хорватских и немецких моряков. 18 марта 1944 при помощи кораблей NB-1, PČ-2 и PČ-4 организовал захват штурмового корабля кригсмарине KJ-10 у острова Молат.
20 марта 1944 у острова Корнат потоплен авиацией люфтваффе вместе с NB-1.